# Zepeto
Zepeto és una aplicació mòbil disponible per a Android i Apple. És una creació de Snow Corporation, una empresa sud-coreana dedicada a la fabricació de filtres per Instagram. La funció principal de Zepeto és crear un personatge de tu mateix, un avatar animat que pots personalitzar.

## Funcionament
El primer que fan els usuaris a l'entrar a Zepeto és crear el seu avatar. Per això l'aplicació utilitza un selfie creant la figura de la cara mitjançant Intel·ligència Artificial. Aquesta és una eina de reconeixement facial per convertir la vostra cara en un avatar 3D virtual. Tot i que els resultats són força bons, es necessita adaptar després els trets a l'aspecte real (o imaginat) per aconseguir el personatge perfecte. Els usuaris poden personalitzar les seves peces de vestir, estils de cabell, el color dels ulls i els habitatges virtuals, entre d'altres.
Un cop fet el teu avatar, i ja nom (que serà el teu nick dins de l'aplicació), en Zepeto tens disponibles des d'un xat directe amb altres usuaris a l'opció de posar en diferents escenes per així crear els stickers. Saltant, en grup, davant d'un cotxe, etc. La idea és que no només tinguis el teu avatar, també un compte dins del món de Zepeto. Això et permet trobar als teus amics, fer nous amics i localitzar altres personatges amb els quals fotografiar-se en les més diverses situacions. Per descomptat, pots compartir aquestes imatges o descarregar-les al teu galeria de fotos.
Zepeto disposa de la seva pròpia moneda per adquirir nous vestits i escenes. Les monedes es poden aconseguir amb diferents accions dins de l'app (jocs, per exemple) i, també, adquirint-les mitjançant diners de veritat. A més, pots desbloquejar elements veient anuncis.
També poden crear "salutacions" -que són bàsicament missatges fora de l'AIM, però es comuniquen mitjançant una combinació de text i un moviment de gest o de dansa completat per l'avatar. (Per exemple, la meva felicitació d'elecció és tenir el meu avatar dient "Hola" mentre saluda amb la mà).
Quan segueixes a algú a Zepeto, significa principalment que pots veure el seu avatar i la seva casa virtual, així com enviar-li missatges. Els usuaris també poden conèixer altres usuaris en una sala de xat anomenada "Zepeto Town Street", una plaça de la ciutat virtual on passen avatars d'usuaris aleatoris i posa't en contacte amb tu. Si un avatar sembla interessant, pots tocar-los, veure la seva salutació i seguir-los. Les salutacions sovint contenen referències a Fortnite. De la mateixa manera, la gent pot utilitzar l'eina "Descobrir" per desplaçar-se per targetes d'usuaris aleatoris de Zepeto.
Tot i que podeu veure el recompte de seguidors i usuaris que seguiu, altres persones només poden veure el nombre de persones que us segueixen. Altres plataformes de xarxes socials com Instagram i Twitter han fet recents intents de reduir l'èmfasi d'aquestes aplicacions en el nombre de seguidors d'un usuari, però no de cap manera important (van fer que la mida del text del seguidor i els següents recents siguin més petits per una fracció d'un mida).
Un dels principals components socials de l'aplicació és una eina de tipus Photo Booth, que la gent pot utilitzar per crear escenes virtuals amb els seus amics. La gent també pot crear els seus propis emojis, que són imatges de reacció similars als de Bitmojis, però que, sens dubte, són més simples que els de Memojis d'Apple, manipulant les expressions facials dels seus avatar i afegint text i decoracions. Aquests emojis es poden enviar a través d'iMessage oa través de l'eina de missatgeria integrada a l'aplicació.

## Impacte
A finals de novembre de 2018, Zepeto va ser l'aplicació número 1 a l'App Store i el Play Store. Més de 10 milions de joves es van descarregar l'aplicació.

## Privacitat de l'aplicació
Zepeto recull la informació personal habitual, incloent-hi correu electrònic i contrasenya (quan s'inscriu). Si l'usuari es connecta amb Facebook, dona accés al seu e-mail d'usuari, la informació del seu compte de Facebook i els seus amics. Aquesta app utilitza una selfie, però la política de privacitat especifica que no emmagatzema aquesta foto als seus servidors ni l'utilitza per vendre-la a tercers.
A causa de COPPA, la classificació de mitjans de comunicació social indica que els nens necessiten tenir com a mínim 13 anys per utilitzar l'app.